# 루프 푸엔테스
루프 푸엔테스(스페인어: Lupe Fuentes, 1987년 1월 27일 ~ )는 콜롬비아의 하우스 음악 DJ이자 전직 포르노 배우이다.

## 생애

### 어린시절과 포르노 업계 입문
루프 푸엔테스는 콜롬비아의 칼리에서 태어났다. 이후 스페인의 마드리드에서 성장했다.
푸엔테스는 자신의 아마추어 성인물 웹사이트를 만든 후인 2007년 포르노 산업계에 입문했다. 처음에는 스페인에서 성인물을 촬영했으나, 이후 미국으로 진출했다. 몇 분석가들은 이 때의 성인물들이 그녀의 작은 신체 사이즈와 어린 외모로 인하여 아동음란물적인 측면이 있다고 보았다.
2009년, 미국의 사법당국은 푸에르토리코에서 아동포르노 소지혐의로 한 남성을 체포했다. 이 포르노에는 푸엔테스가 출연했다. 재판에서 한 소아과 의사는 푸엔테스의 외모를 판단했을 때 미성년자였다고 증언했다. 반면 피고측은 푸엔테스를 증인으로 소환하여 그녀의 여권을 직접 제시하여 그녀가 영상물을 촬영할 당시 만 19세였다고 반박했다.

### 음악가로서의 삶

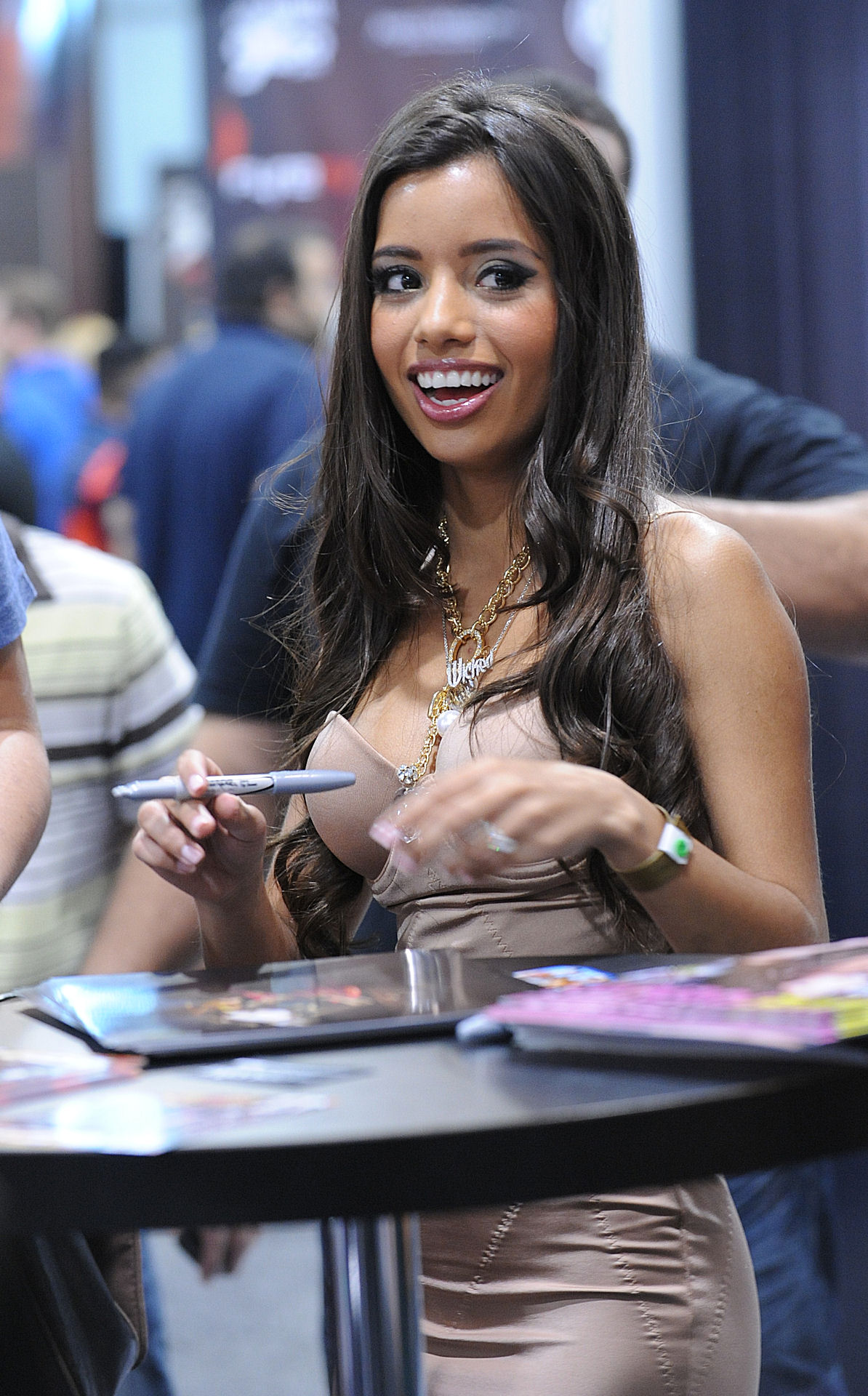
AVN 어덜트 엔터테이먼트 엑스포 2011에 참가한 푸엔테스

푸엔테스는 2010년부터 음악가로서의 경력을 시작했다. 그녀의 음악은 자신의 뿌리인 라틴계열과 함께, 어릴 적 스페인의 거리와 나이트 클럽에서 들었던 하우스 음악에 영향을 받았다. 2012년, Ex-Girlfriends라는 팝 걸그룹의 리드 보컬이 되었다. 이 그룹은 "We Are The Party"라는 싱글을 2012년 11월 6일에, "Whatchya Looking At?"라는 싱글을 2013년 3월 18일에 발매했다. 이 싱글앨범들은 유투브로 연결되는 SNS와 팝업 광고를 통해 공격적으로 광고되었다.

## 참조
1. 1 2 3  Gabriel Herrera (2014년 2월 19일). “Meet Lupe Fuentes, Former Adult Film Star Turned Deep House DJ”. 2014년 10월 27일에 원본 문서에서 보존된 문서. 2014년 10월 27일에 확인함.
2. ↑  Todd Venezia (2010년 4월 24일). “A trial star is porn”. 《New York Post》. 2014년 8월 6일에 확인함.
3. ↑  “Actriz porno salva a fan de ir a la cárcel” [Pornstar saves fan from going to jail]. 《El Dia》 (스페인어). 2010년 4월 23일. 2014년 8월 7일에 확인함.